# Rakovac (Novi Grad)
Rakovac (szerbül: Раковац), falu Bosznia-Hercegovinában, Bosanska krajina területén, Novi Grad községben, a Szerb Köztársaságban. 

## Fekvése
Bosznia-Hercegovina nyugati részén, Banja Lukától légvonalban 65, közúton 81 km-re északnyugatra, községközpontjától légvonalban 8, közúton 10 km-re északkeletre fekvő dombvidéken, 250 – 400 méteres tengerszint feletti magasságban fekszik. Több, kis településből áll.

## Népessége
| Nemzetiségi csoport | Népesség 1991 | Népesség 2013 |
| ------------------- | ------------- | ------------- |
| Szerb               | 41            | 19            |
| Bosnyák             | 0             | 0             |
| Horvát              | 0             | 0             |
| Jugoszláv           | 0             | 0             |
| Egyéb               | 1             | 0             |
| Összesen            | 42            | 19            |

## Története
A település 1878-ig tartozott az Oszmán Birodalomhoz, ekkor a berlini kongresszus határozata alapján az Osztrák-Magyar Monarchia része lett. 1879-ben az első osztrák-magyar népszámlálás során a Kostajnicai járáshoz tartozó Novi község részeként a településnek 20 háztartása és 116 ortodox szerb lakosa volt. 1910-ben a Novi járásba tartozó községben 21 háztartást és 137 ortodox szerb és 4 muszlim lakost találtak.
A monarchia szétesésével 1918-ben előbb a Szerb-Horvát-Szlovén Királyság, majd 1929-től a Jugoszláv Királyság része. 1921-ben a községnek 19 háztartása és 154 lakosa volt. Jugoszlávia megszállása után a falu a Független Horvát Állam (NDH) része lett. 1945-től a település a szocialista Jugoszlávia része volt. A Bosznia-Hercegovinában zajló polgárháború idején a település a Boszniai Szerb Köztársaság része volt. A daytoni békeszerződést követő területfelosztásnál a település, Novi Grad község részeként a Szerb Köztársaság területéhez került. 